# ジャン・レストゥー
ジャン・レストゥー（Jean Restout,1692年3月26日 - 1768年1月1日）はフランスのロココ期の画家である。同名の画家の父親と区別するために、ジャン・レストゥー2世（Jean II Restout）とも呼ばれる。

## 略歴
ルーアンで生まれた。祖父のマルク・レストゥー (1616-1684) はカーン出身の画家で、同名の父親 (Jean Ier Restout:1666-1702)には、 Eustache Restout (1655-1743)、Jacques Restout (1650-1701)、Thomas Restout (1671-1754)といった画家になった兄がいた。母親も画家ジャン・ジュヴネ(Jean Jouvenet)の妹で、画家でもあった。
両親や伯父たちから絵画を学び、特に18世紀初めの宗教画の分野で評価の高い伯父のジャック・レストゥーからの指導を受けた。また、ニコラ・ド・ラルジリエールからも指導を受けた。1717年にローマ賞を受賞したが、ローマへの留学の資格は行使せず、パリで修行を続けた。1720年に王立絵画彫刻アカデミーの会員に選ばれ、1730年に准教授、1734年に教授となり、1760年にはアカデミーの学長に就任した。
1720年に画家、クロード＝ギー・アレの娘で、画家のノエル・アレ（1711-1781）の姉と結婚した。この結婚から生まれたジャン＝ベルナール・レストゥー（Jean-Bernard Restout:1732-1797）も画家になり、ローマ賞を受賞した。

## レストゥーの教えた画家
1730年にパリにスタジオを設立し、弟子の育成を行ったジャン・レストゥーは、義理の弟であるノエル・アレ（1711-1781）への指導も行った。その他にも、数多くの画家たちに教えを施した。主要な指導を受けた画家は以下の通りである。
- モーリス・カンタン・ド・ラ・トゥール （1704-1788）
- ベルンハルト・ローデ （1725-1797）
- ジャン＝バティスト・デエ （1729-1765）

## 作品

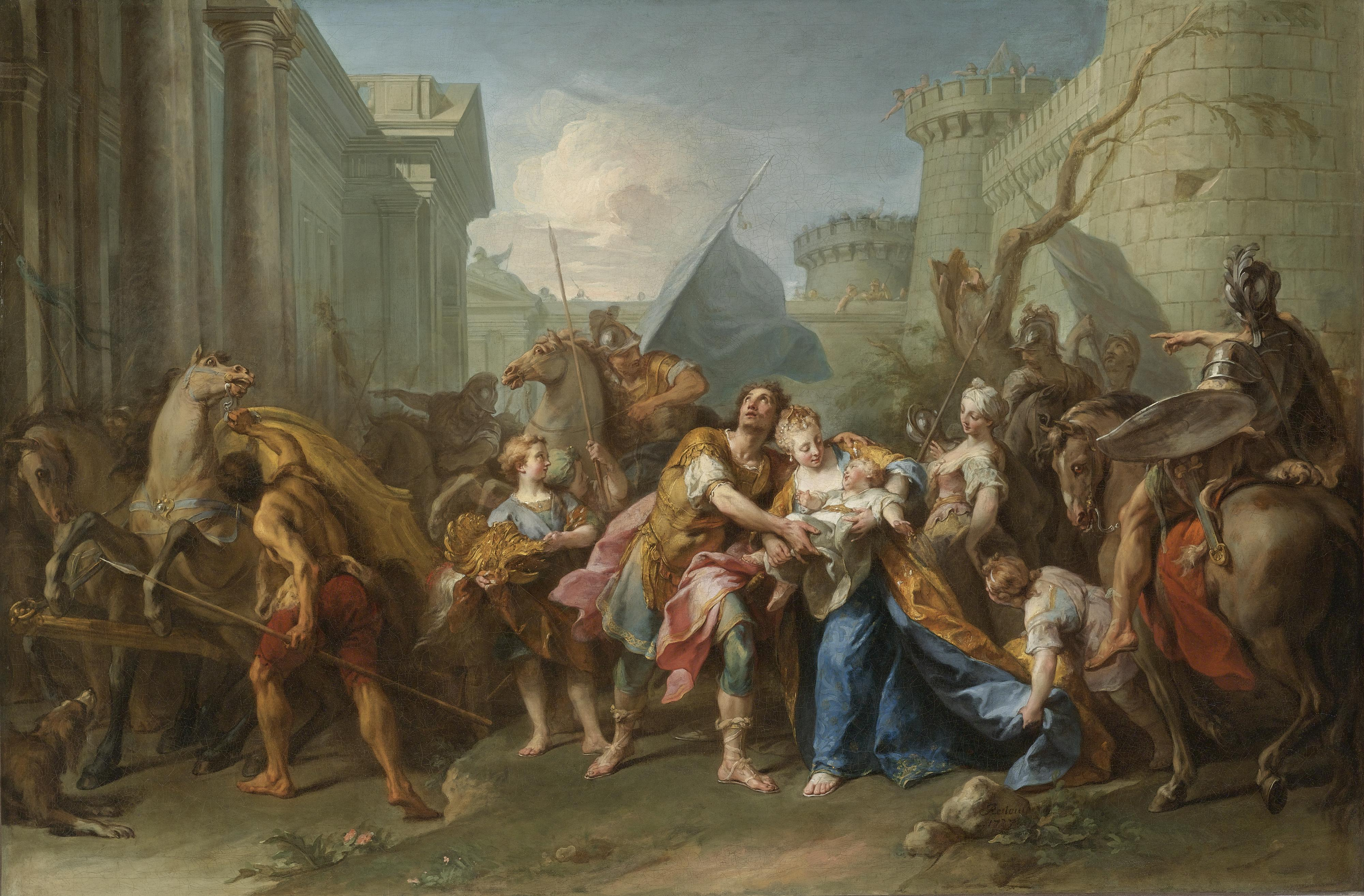
アンドロマケーとヘクトールの別れ
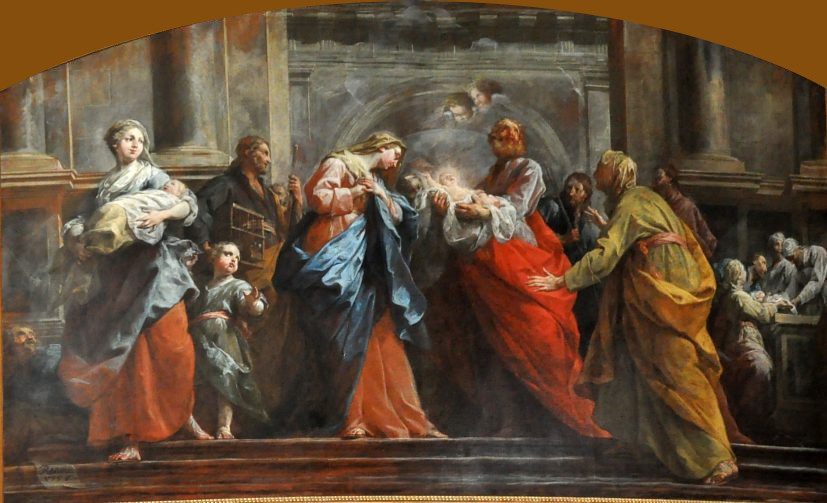
神殿奉献
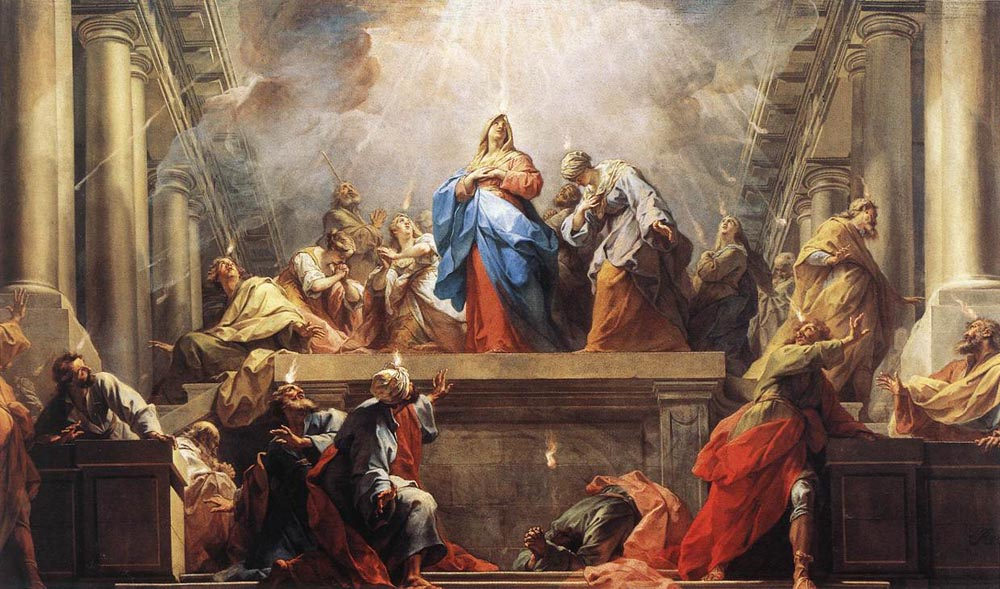
ペンテコステ

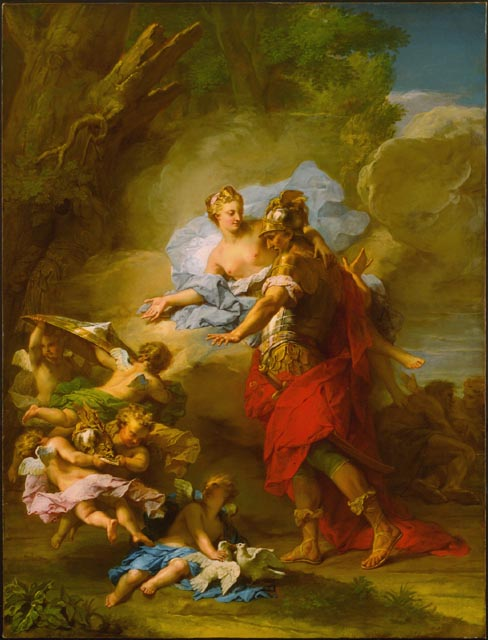
Vénus présentant des armes pour Énée (1717)
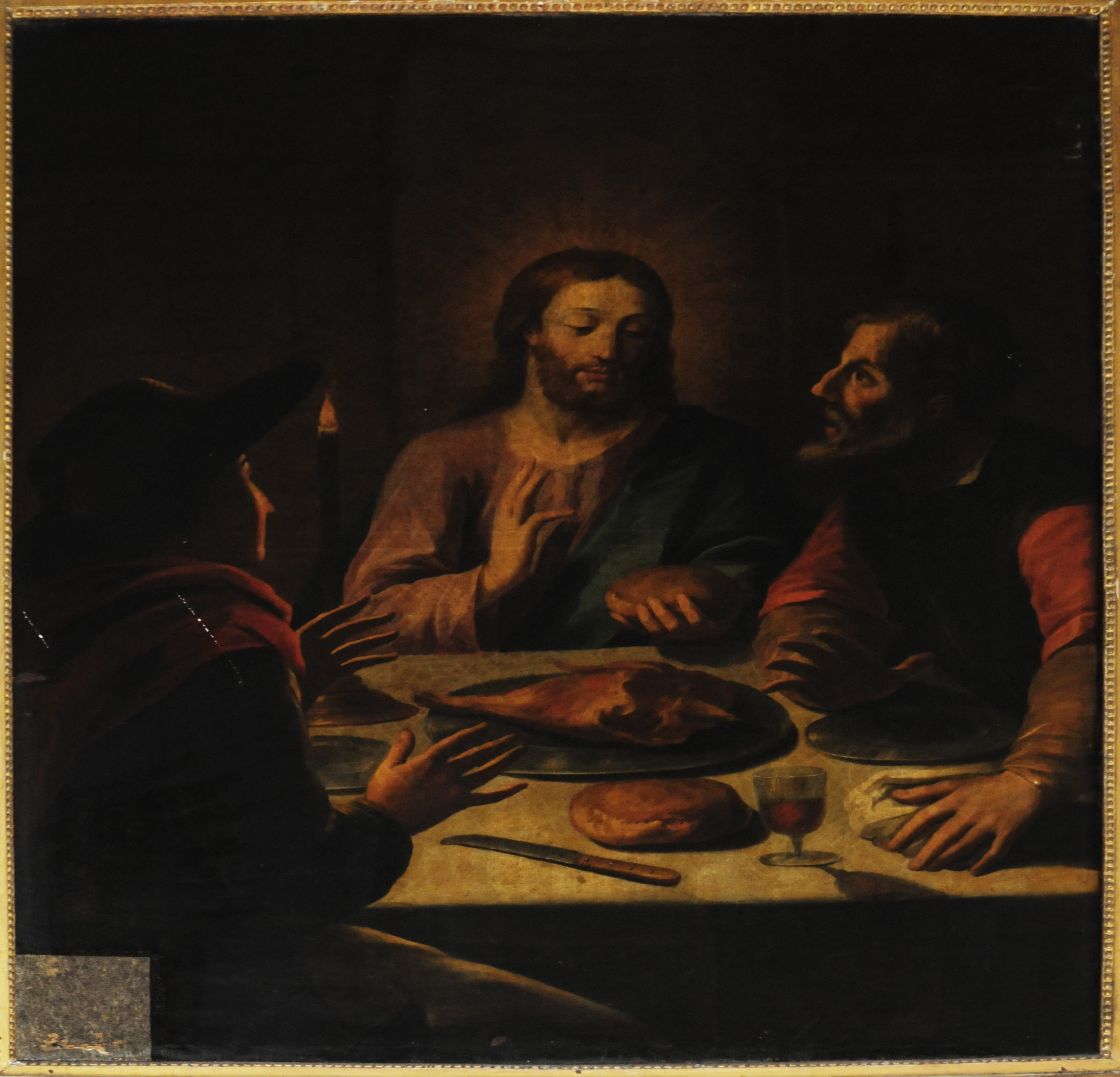
Les disciples d’Emmaüs, 1763
椅子に座る子供
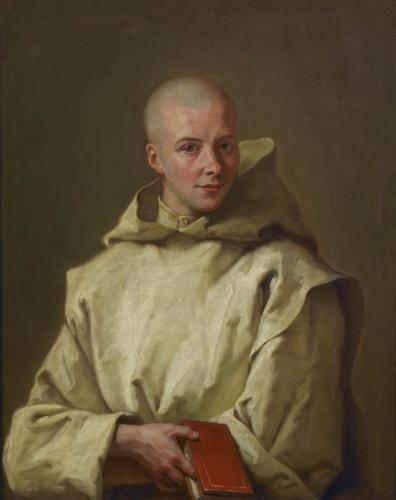
Dom Baudouin du Basset, chartreux de Gaillon